# Желтушка монгольская
Желтушка монгольская. (лат. Colias mongola) — дневная бабочка из рода Colias семейства желтушки. Таксон может рассматриваться в ранге самостоятельного вида, либо в качестве подвида Colias nastes.

## Описание
Длина переднего крыла 19—25 мм. Дискальное пятно сверху задних крыльев жёлтого цвета, контрастное снаружи, размытое в сторону центральной ячейки, образуя мазок. Задние крылья сверху сильно напылены черными чешуйками, основной фон в центральной ячей черноватый. У самок передние крылья приострённые и оттянуты к вершине. Половой диморфизм выражен слабо. 

## Ареал
Северная Монголия, Россия (Прибайкалье, Тува, Алтай).

## Биология
Бабочки населяют остепненные склоны, горные луга, альпийские луга и горные тундры. Развивается в одном поколении за год. Время лёта: с середины июня по середину августа.
Кормовое растение гусениц: Oxytropis oligantha.